# Absheron (quận)
Abşeron (tiếng Azerbaijan:Abşeron) là một quận thuộc Azerbaijan. Dân số thời điểm năm 2012 là 81798 người.